# 사랑한다면서
《사랑한다면서》는 KBS 제2TV에서 1995년 4월 9일부터 1995년 8월 3일까지 방영되었던 일요 아침 드라마이다.

## 트리비아
해당 드라마는 사설 경호원인 보디가드를 등장시킨 것으로 화제를 모았지만 억지 설정 내용, 스타급 연기자 캐스팅 실패 등의 이유 탓인지 MBC 짝과 SBS 까치네 때문에 시청률 부진을 면치 못하여 기대 이하의 성적에 그쳤는데 출연진 중의 한 명이었던 변소정을 드라마 초반 때 방송된 KBS 2TV 딸부잣집 후반부와 겹치기 출연하게 하여 거침없는 비판을 받았고 당시 <사랑한다면서> 자리에는 1995년 5월 2일부터 화요일 오후 8시 30분에 방송된 개성시대가 같은 해 9월 10일부터 이동 편성됐다.
한편, 담당 PD 김용규씨는 <사랑한다면서>의 실패 후 97년 3월 2일 시작할 예정이었지만 주요 배우들 섭외 문제로 어려움을 겪어오자 그 해 3월 9일로 첫 회가 변경된 오늘은 왠지를 통해 두 번째 일요아침드라마 연출을 맡았으며 이 작품은 젊은 스타급 연기자 섭외 문제로 어려움을 겪어 온 것도 있었으나 출연진 대부분이 30대 후반이라 거침없는 비판을 받아왔고 급기야 MBC 짝 때문에 고전을 면치 못했으며 결국 12회(97년 5월 25일)부터 일요일 오전 8시 50분에서 10시로 이동했지만 MBC 사랑의 스튜디오와 SBS 시트콤 LA아리랑 때문에 시청률 부진의 늪에서 벗어나지 못하여 13회(97년 6월 1일) 만에 조기종영되는 수모를 당했는데 이들 중 LA아리랑은 97년 3월 9일부터 97년 4월 20일까지 오늘은 왠지와 같은 시간에 경쟁한 바 있었다.

## 제작진
- 연출 : 김용규
- 극본 : 김정, 허현미, 최민수

## 출연
- 김찬우
- 변소정
- 박인환
- 남능미
- 여운계
- 백윤식
- 송기윤
- 조재현
- 김선영
- 오현정
- 권오중
- 유선애
- 이주희

## 에피소드 목록
| 회차 | 방송일         | 제목 (내용)       | 비고 |
| ---- | -------------- | ----------------- | ---- |
| 1    | 1995년 4월 9일 | 첫 만남           |      |
| 2    | 4월 16일       | 봄 나들이         |      |
| 3    | 4월 23일       | 봄봄              |      |
| 4    | 4월 30일       | 코에 걸면 코걸이  |      |
| 5    | 5월 7일        | 뛰뛰빵빵          |      |
| 6    | 5월 14일       | 혼자서도 잘해요   |      |
| 7    | 5월 21일       | 산 넘어 산        |      |
| 8    | 5월 28일       | 적과 동지         |      |
| 9    | 6월 4일        | 아내의 외출       |      |
| 10   | 6월 11일       | 당신의 그늘       |      |
| 11   | 6월 18일       | 딸들은 결혼적령기 |      |
| 12   | 6월 25일       | 옛날에? 옛날에?   |      |
| 13   | 7월 2일        | 우산속의 두 여인  |      |
| 14   | 7월 9일        | 남자의 비밀       |      |
| 15   | 7월 16일       | 복날 개꿈         |      |
| 16   | 7월 23일       | 변신과 변심       |      |
| 17   | 7월 30일       | 패자 부활전       |      |
| 18   | 8월 6일        | 여름손님          |      |
| 19   | 8월 13일       | 잘못된 만남       |      |
| 20   | 8월 20일       | 보약같은 사랑     |      |
| 21   | 8월 27일       | 나성에서 온 편지  |      |
| 22   | 9월 3일        | 두번째 프로포즈   |      |

## 참고 사항
- 김찬우 여운계 등은 개그맨 서경석의 첫 연속극 출연작[5]이었던 MBC 백조의 호수 출연진[6]에 속했으며 박인환은 서경석의 두 번째 연속극 출연작인 SBS 마지막 춤은 나와 함께 출연진 중 한 명이었다.
- 여운계는 해당 작품 후반부 때 시작한 SBS 일일시트콤 LA아리랑에 겹치기 출연을 했었고(당시에는 월~목 4회) 1995년 7월 10일부터 9월 14일까지 이 작품과 경쟁한 KBS 2TV 일일극 좋은 남자 좋은 여자에서 이미영 역으로 낙점되었으나 배역 성격이 처음에 다르다며 캐스팅 제의를 뿌리친[7] 우희진, 이 작품에서 김대호 역으로 나온 연규진과 여운계는 담당 PD 김용규씨가 그 이후 차기작으로 선택한 작품이자 좋은 남자 좋은 여자와 제목이 비슷했던 KBS 1TV 좋은걸 어떡해에서 연기자(여운계 우희진 연규진) - 연출자(김용규)로 호흡을 맞췄다.